# 山本光宏
山本 光宏（やまもと みつひろ、1963年9月21日 - ）は、日本のトライアスロン選手。東京都台東区出身。身長179cm、体重70kg。 
法政大学経済学部卒。トライアスロン黎明期より日本を代表する選手として活動し、日本トライアスロン界における競技の普及・発展に貢献している。（公社）日本トライアスロン連合・事業広報委員長・事業企画委員長歴任。
実業団チームのTOTO陸上競技部の監督/コーチとして10年間（監督2019-2024/コーチ2012-2017)指導に携わっている。
国際トライアスロン連合が主催する第1回世界選手権（1989年 フランス/アビニオン）と第4回世界選手権（1992年 カナダ/ムスコカ）に日本代表として出場。また世界最高峰の鉄人レースとも呼ばれるハワイのアイアンマン世界選手権（スイム3.8K/バイク180.2K/ラン42.2K)において4度（1985,1986,1987,1995)日本人選手の最高位｛'88=17位(ﾗﾝｽﾌﾟﾘｯﾄ2位）, '95 =24位｝でフィニッシュしている。他にも1988年第4回全日本トライアスロン宮古島大会や1994年/1995年の佐渡国際トライアスロン大会、1991年/1992年/1993年の野尻湖カップジャパンオープンでの優勝など数々の大会で実績を残している。 
1989年に出場した第1回世界トライアスロン選手権（フランス）から帰国直後のバイク練習中に交通事故に遭遇し、頸椎・胸椎などを多重骨折、絶対安静5週間という瀕死の重傷を負った。その後の驚異的な回復・復活ストーリーは、日本テレビ系列で放送された'90アイアンマン・ジャパン・inびわ湖でドキュメンタリー番組として特集された。  
選手時代にスポーツ飲料のアクエリアス（日本コカ・コーラ）とヴァーム（明治）のTVCMキャラクターとして起用されている。自著に『泳いだ 走った 輝いた ミッキーの痛快トライアスロン人生（アールビーズ社刊）』がある。また、『ビッグコミックスピリッツ』に連載された『10月の満月に一番近い土曜日』（石渡治 作）に唯一の実話編として登場している。  
現役引退後は、テレビ解説や国際大会のレースディレクター、大会MCとしても活動している。オリンピックにおいては、2000年シドニーオリンピックから、2016年リオデジャネイロオリンピックまで5大会連続でNHKのテレビ解説を担当。東京オリンピック・パラリンピック＝TOKYO2020においては、世界選手権・金メダリストのグレッグ・ウエルチと共に、競技会場にて英語/日本語の競技実況を担当した。 
指導者としては、トライアスロン選手への指導のほか、最近では陸上・長距離選手への指導も行っている。とくにマラソン・ランナーの早川英里（TOTO=所属当時）をアジア競技大会の日本代表にまで育て上げたことは、有名な話である。 
2012年4月～2017年3月までTOTO陸上競技部のコーチとして、2019年2月～2024年3月まで同部の監督として就任している。